# Skråmsta, Örebro

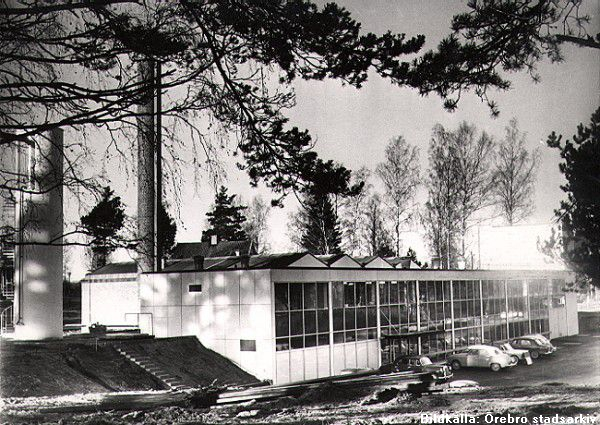
Skråmsta vattenverk c:a 1965.

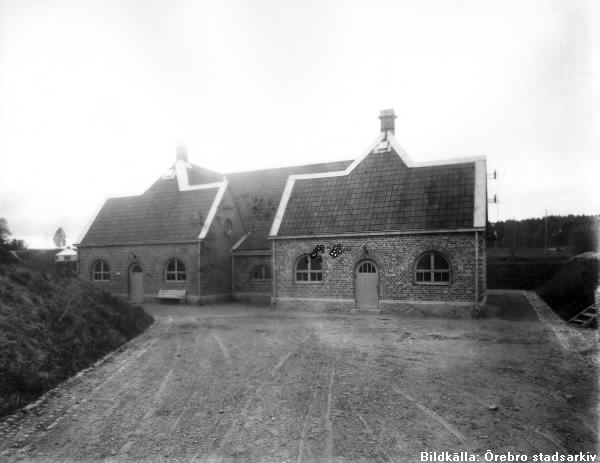
Skråmsta vattenverk 1930.

Skråmsta är ett naturområde i västra Örebro. Naturområdet omfattar södra stranden av Svartån. Här ligger bl.a. Strömsborgs kafé. På motsatt sida av Svartån gränsar området till Hästhagen och till Karlslunds herrgård.
Industridelen av Skråmsta räknas nu till Bista-Pilängens industriområde.

## Skråmsta vattenverk
I Skråmstas södra delar ligger Örebros vattenverk med tillhörande bassänger och vattentäkter. Vattenverket härstammar från 1907, då vattentillgången i den s.k. Prästkällan vid Södra vattentornet hade börjat bli otillräcklig. Tio år senare hade den naturliga vattentillgången i Skråmsta börjat tryta. Man började då undersöka möjligheter för att tillverka "konstgjort grundvatten". Detta framställs genom att den naturliga vattentillgången i grusåsen förstärks genom påfyllning av ytvatten från Svartån.
Under år 2007 uppgick den totala vattenproduktionen till nästan 12,7 miljoner m³.

### Webbkällor
- Vattenverket Skråmsta